# Rana volante

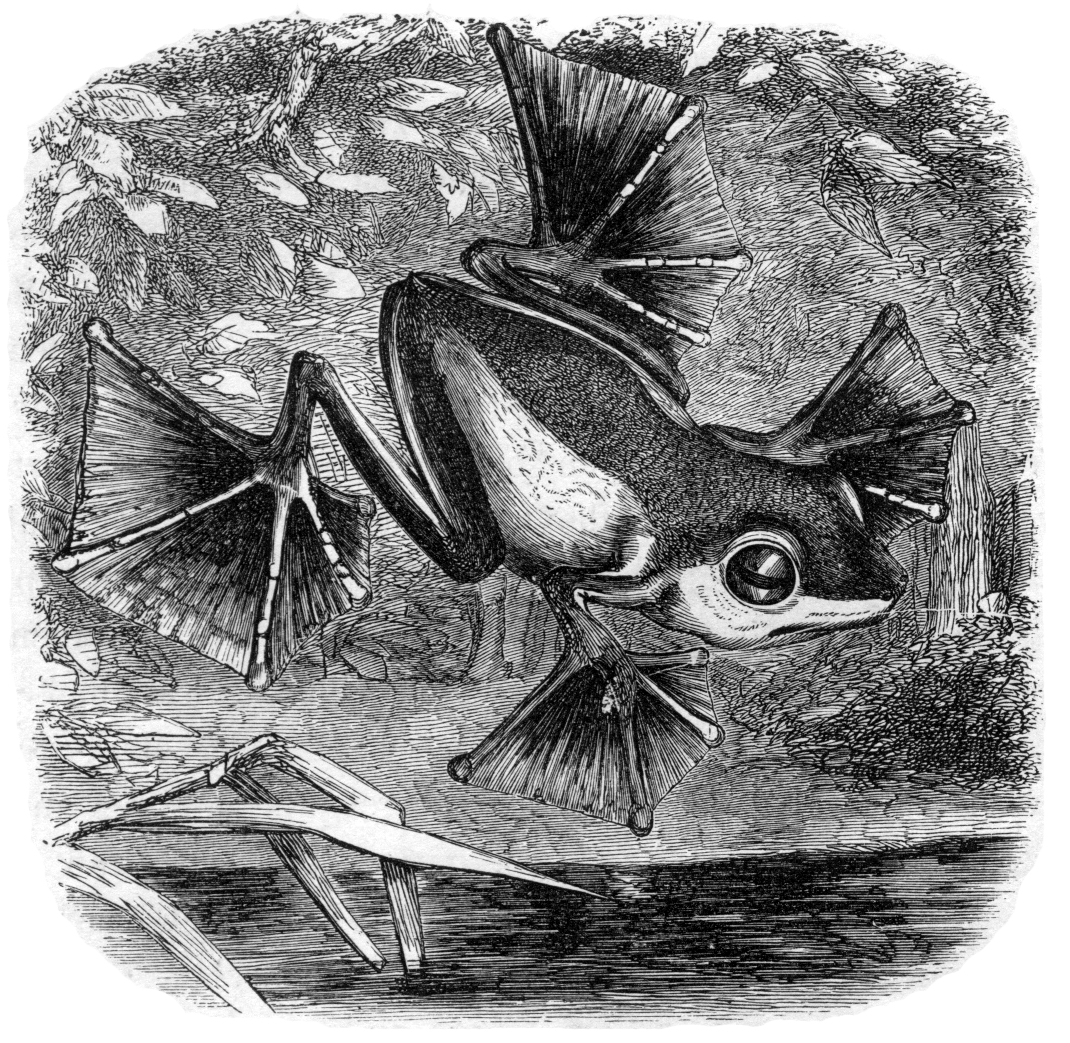
Rappresentazione di una rana volante (appartenente alla famiglia Rhacophoridae) realizzata da Alfred Russel Wallace.

Con il termine rane volanti o raganelle volanti si indicano genericamente molte specie di rane, per lo più non imparentate tra loro, che hanno evoluto la capacità di planare per brevi tratti grazie alla presenza di lembi di pelle fra le dita o fra le zampe. Si tratta per lo più di specie arboricole, per le quali l'adattamento al "volo" si è rivelato essere una conseguenza della vita sugli alberi, che ha consentito loro di muoversi più velocemente da un ramo all'altro e di sfuggire con più facilità ai predatori.
Si stima che esistano più di 3000 specie diverse di rane volanti , comprese in due distinte famiglie: Hylidae, endemiche del continente americano, e particolarmente delle foreste pluviali del Sudamerica, e Rhacophoridae, endemiche dell'Asia, particolarmente nelle giungle monsoniche del Sud est asiatico. Talvolta con il termine di rane volanti ci si riferisce principalmente agli appartenenti a quest'ultima famiglia, la prima ad essere osservata e descritta e che conta il maggior numero di membri. Entrambe le famiglie includono comunque anche molte specie arboricole non "volanti". 
Le prime testimonianze di rane volanti sono state riportate dal naturalista Alfred Russel Wallace, che ne osservò alcuni esemplari nelle foreste della Malaysia. La specie da lui osservata, Rhacophorus nigropalmatus, prese da lui il nome comune di "Rana volante di Wallace". Altre specie ben note di rane volanti sono:
- Rhacophorus pardalis
- Rhacophorus reinwardtii
- Zhangixalus  dulitensis
- Zhangixalus  suffry